# Università di Debrecen
L'Università di Debrecen (in ungherese Debreceni Egyetem) è un'università pubblica ungherese con sede a Debrecen.

## Storia
Fondata nel 1912, in origine si chiamava "Università reale ungherese" (1912-1921). Sotto il governo comunista, diventò Università Lajos Kossuth (1952), conservando tale denominazione fino al 2000, anno in cui diversi istituti d'istruzione superiore vennero annessi all'Università.
È l'università ungherese con la più grande biblioteca della nazione, contenente 6 milioni di libri.

## Struttura
Le facoltà dell'Università sono le seguenti:
- Facoltà di Agraria
- Facoltà di Studi Umanistici
- Facoltà di Economia
- Facoltà di Medicina
- Facoltà di Odontoiatria
- Facoltà di Igiene Pubblica
- Facoltà di Informatica
- Facoltà di Diritto
- Facoltà di Musicologia
- Facoltà di Scienze e Tecnologia
- Facoltà di Ingegneria
- Facoltà di Scienze dell'Educazione
- Facoltà di Farmacia